# Nguyên âm
Trong ngữ âm học, nguyên âm hay mẫu âm là một âm tố trong ngôn ngữ nói, như trong tiếng Việt a hay e, được phát âm với thanh quản mở, do đó không có sự tích lũy áp suất không khí trên bất cứ điểm nào ở thanh môn. Đối lập với nguyên âm là phụ âm, như t [t], có vài vị trí bị thắt lại hoặc bị đóng trên thanh quản. Theo nghĩa âm tiết, một âm mở tương đương nhưng không phải là âm tiết được gọi là bán nguyên âm. Về mặt chữ viết, có 12 nguyên âm trong tiếng Việt là a, ă, â, e, ê, i, o, ô, ơ, u, ư, y. Về mặt ngữ âm, có 11 nguyên âm được ghi nhận trong tiếng Việt là /a, ɐ, ə, ɛ, e, i, ɔ, o, ɤ, u, ɯ/ (ký âm IPA).